# Wesley Morris
Wesley Morris (1975) è un giornalista e critico cinematografico statunitense.
Capo-redattore del New York Times per quanto riguarda il cinema, ha inoltre condotto con Jenna Wortham Still Processing, podcast del Times. In passato ha collaborato con The Boston Globe e Grantland, vincendo nel 2012 il Premio Pulitzer per il miglior giornalismo di critica per i suoi articoli per The Globe.

## Biografia
Nato nel 1975, Morris è cresciuto a Filadelfia, frequentando il Girard College e diplomandosi nel 1993. Mentre era al college, scrisse per Yo! Fresh Ink, supplemento per ragazzi del Philadelphia Inquirer. Nel 1997 si laureò alla Yale University, scrivendo recensioni cinematografiche per il Yale Daily News per i 4 anni di università.
Si occupò di pellicole cinematografiche per San Francisco Examiner e San Francisco Chronicle. Nel 2002, Morris venne assunto da The Boston Globe, occupandosi con Ty Burr di recensioni di film; i due poi erano regolarmente ospiti del New England Cable News per discutere le novità cinematografiche. Nel 2009 ha preso parte al documentario For the Love of Movies: The Story of American Film Criticism.
Dal 2013 al 2015, Wesley Morris ha scritto per Grantland, sito web di ESPN. Nell'ottobre 2015, cominciò a lavorare per New York Times come capo-redattore cinematografico, scrivendo anche articoli per The New York Times Magazine.
Nel settembre 2016, Morris e Jenna Wortham, sua collega al Times, cominciarono a registrare un podcast chiamato Still Processing, prodotto dal The New York Times e dalla Pineapple Street Media; largamente apprezzato, viene spesso inserito nella lista dei migliori podcast del 2016.

## Premi
Nel 2012, Morris ha vinto il Premio Pulitzer per il miglior giornalismo di critica per i suoi articoli del The Boston Globe; gli venne riconosciuta una "sua intelligente e inventiva critica cinematografica, contraddistinta da una prosa precisa."
Nel 2015, Morris fu poi finalista ai National Magazine Award, per cui vennero apprezzati in particolari gli articoli Let's Be Real, After Normal e If U Seek Amy scritti nel 2014 per Grantland.